# Pali (Faridabad)
Pali é uma subúrbio da cidade de Faridabad no distrito de Faridabad do estado indiano de Haryana, conhecido por ser a maior zona de trituração da Ásia. A maior parte de sua população pertence à casta gujjar.

## Localização
Localiza-se a 18 quilômetros do centro da cidade de Faridabad e a 37 quilômetros da cidade de Gurgaon.

## Pali Jharna Mandir
Pali Jharna Mandir é um templo ao lado da cachoeira Pali Jharna, o templo leva o nome de Jharna (cachoeira) da cachoeira Pali Jharna, tanto o templo quanto a cachoeira são venerados pelas pessoas locais.

## Cliam
A área ficou poluída devido aos britadores de pedra e unidades de tingimento na área, que foram fechadas pelas ONGs ambientalistas. Os principais problemas ecológicos foram mineração ilegal, desertificação, desmatamento, invasão e apropriação de terras da floresta Panchayat comum e pastagem chamada "bani".